# باشگاه فوتبال تئوتا
باشگاه فوتبال تئوتا دورس (آلبانیایی: KF Teuta Durrës) یک باشگاه فوتبال در شهر دراج، آلبانی است.
این باشگاه که در سال ۱۹۲۰ تأسیس شده دارای سابقه یک قهرمانی در سوپر لیگ فوتبال آلبانی و سه قهرمانی در جام حذفی فوتبال آلبانی را در کارنامه دارد.